# SK Ottenburg
SK Ottenburg was een Belgische voetbalclub uit de Ottenburg. De club was aangesloten bij de KBVB met stamnummer 7470 en had blauw en wit als kleuren.

## Geschiedenis
De club werd opgericht in 1970 en sloot zich aan bij de Belgische Voetbalbond. Ottenburg ging er in de provinciale reeksen van start. De club bleef er de volgende jaren in de laagste reeksen spelen.
Door het spel van promotie en degradatie trof het in de reeksen regelmatig andere clubs uit de gemeente aan. Zo behaalde SK Ottenburg in 1998 een titel in Vierde Provinciale, en na de bijhorende promotie trof het in Derde Provinciale enkele seizoenen gemeentegenoten FC Huldenberg en VK Rode aan.
Ottenburg bleef de volgende jaren enkel keren op en neer gaan tussen Vierde en Derde Provinciale, tot het in de 21ste eeuw tot fusiegesprekken kwam met FC Huldenberg en VK Rode. In 2009 gingen die twee anders club als samen in VK Huldenberg, maar wou SK Ottenburg nog niet in de fusie stappen. In 2010 haalde SK Ottenburg opnieuw een titel in Vierde Provinciale en promoveerde het nogmaals naar Derde Provinciale. 
In 2013 werd uiteindelijk toch beslist een fusie aan te gaan. VK Huldenburg en SK Ottenburg zouden fusioneren in 2014. De fusieclub werd OHR Huldenberg genoemd en speelde verder met stamnummer 6827 van Huldenberg. Stamnummer 7470 werd definitief geschrapt. Het voormalige terrein van de club in de Bloemenstraat in Ottenburg wordt tot top het heden gebruikt voor de jeugd van OHR Huldenberg.

## Trivia
Elf leden van de club wonnen begin 2014 de finale van de televisiequiz de De 12de man, waar zij elf reizen wonnen naar het wereldkampioenschap voetbal 2014 in Brazilië.